# Pivín

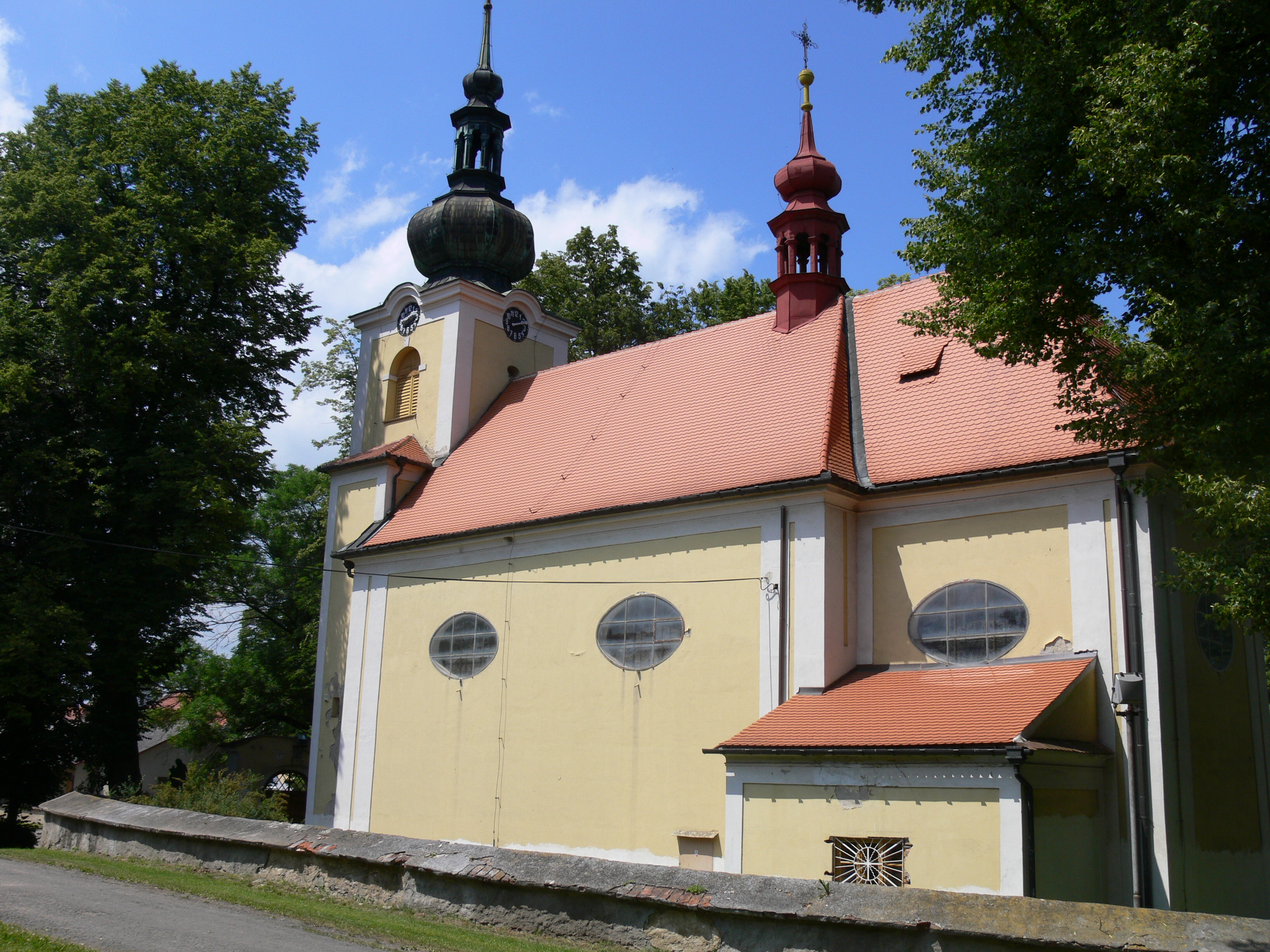
Kirche St. Georg

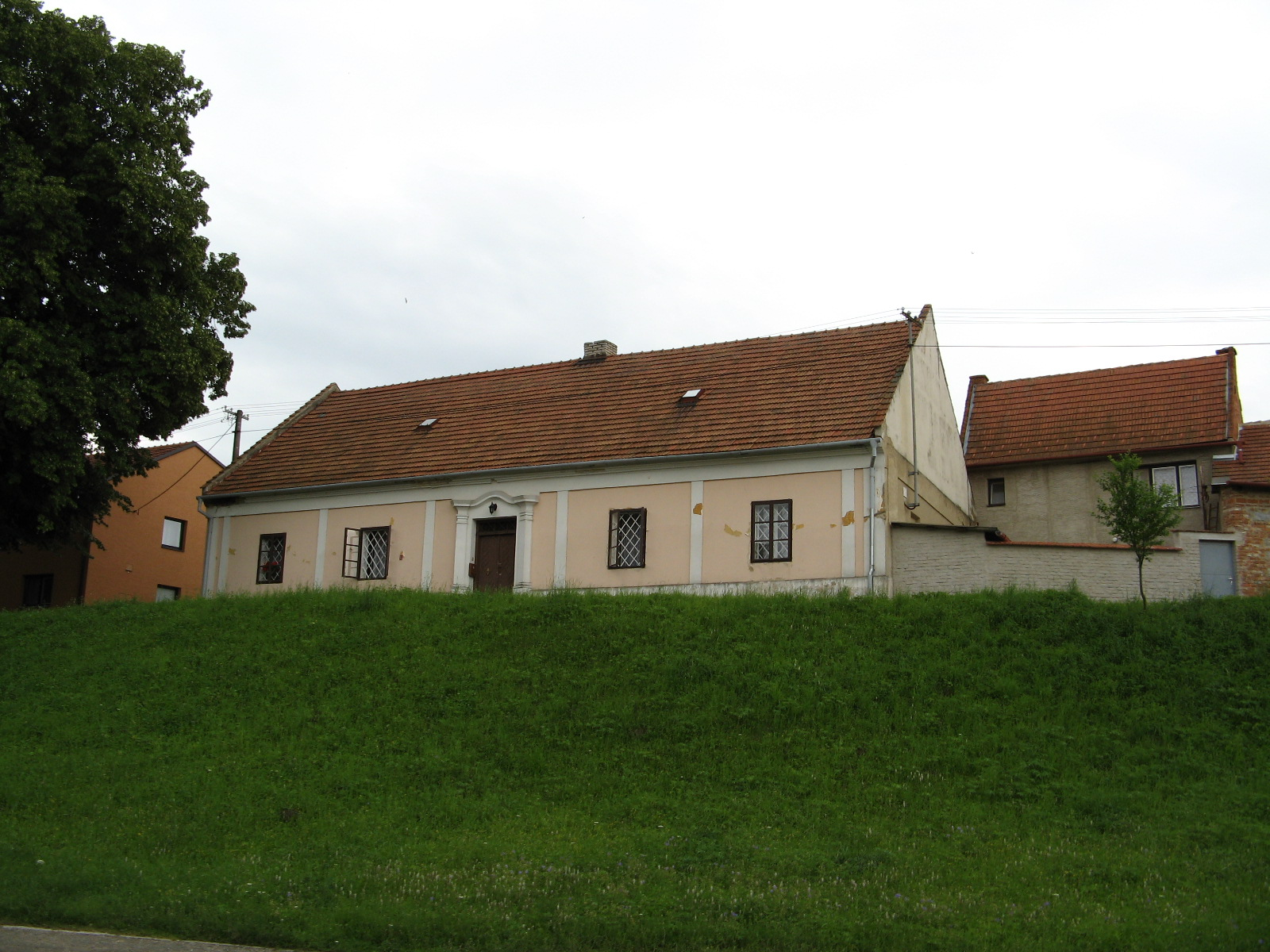
Pfarrhaus

Pivín (deutsch Piwin) ist eine Gemeinde in Tschechien. Sie liegt elf Kilometer südöstlich von Prostějov und gehört zum Okres Prostějov.

## Geographie
Das Breitangerdorf Pivín befindet sich am Bach Okenná in der Obermährischen Senke (Hornomoravský úval). Nördlich erhebt sich die Skalka (274 m. n.m.), im Westen die Předina (313 m. n.m.). Am östlichen Ortsrand verläuft die Bahnstrecke Nezamyslice–Šternberk, zwei Kilometer westlich die Staatsstraße II/433 zwischen Prostějov und Němčice nad Hanou.
Nachbarorte sind Skalka und Čelčice im Norden, Klenovice na Hané und Obědkovice im Nordosten, Polkovice im Osten, Tvorovice und Hruška im Südosten, Němčice nad Hanou, Víceměřice und Poličky im Süden, Dobromilice, Bajajka, Hradčany und Kobeřice im Südwesten, Dobrochov im Westen sowie Kelčice, Vřesovice und Výšovice im Nordwesten.

## Geschichte
Die erste schriftliche Erwähnung von Pywin erfolgte 1321, als König Johann von Luxemburg das Dorf zusammen mit Tovačov und weiteren Ortschaften an Heinrich von Leipa verpfändete. Die älteste Nachricht über eine Kirche stammt von 1358. Johann von Boskowitz tauschte 1360 Pivín bei Markgraf Johann Heinrich gegen eine Hälfte des Marktes Bystřic ein. Ulrich von Boskowitz verschrieb 1376 seiner Frau Zbynka eine Morgengabe auf Pivín. 1459 wurde ein Hieronymus von Piwin erwähnt. Ab 1460 war das Gut Pivín anteilig mit dem Gut Otaslavice vereinigt. Im Jahre 1464 nahm Machna von Waldstein ihren Mann Georg von Landstein in Gütergemeinschaft auf ihren Anteil von Piwin auf; Besitzer des anderen Teils war zu dieser Zeit Jan von Myslibořic. Um 1503 gehörte der kleinere Anteil von Pivín zum Gut Tovačov. Johann von Pernstein kaufte 1526 den größeren Anteil für 800 Schock Groschen von Peter von Wlachowic. Um 1550 überschrieben die Brüder von Pernstein das Dorf und die Pfarrei Pivín sowie das Dorf Skalitschka an Christoph Falckenhayn von Gloska. Seit der Mitte des 16. Jahrhunderts bis 1739 wurde Pivín als Städtchen bezeichnet. Zu Zeiten von Jan Žalkovský, der zweimal Besitzer von Pivín war, entstand wegen des dichten schwarzen Waldes, der sich bis nach Dobromilice erstreckte, der Name Černý Pivín; zwischen 1590 und 1601 wurde der Wald gerodet. Das älteste Ortssiegel trägt die Umschrift "Petzet cezerného miesteczka Piwina". Später wurde Pivín zusammen mit dem Gut Skalitschka an die Abtei Hradisko veräußert. In der Mitte des 16. Jahrhunderts fiel die Pfarrei an die Pikarditen. Nach deren Verbot in Mähren erlosch die Pfarrei um 1630, auch die Kirche verfiel. Um 1657 wurden in Piwin ein Meierhof und ein Weingarten angelegt. Die Prämonstratenserabtei Hradisko ließ zwischen 1712 und 1718 eine neue Kirche errichten.
Nach der 1784 erfolgten Aufhebung fielen die Güter des Stiftes Hradisch dem Religionsfonds zu, der 1785 in Piwin eine Lokalie und Schule stiftete. Zwischen 1785 und 1786 wurde der Piwiner Meierhof aufgeteilt und emphyteutisch an die Untertanen verkauft; im Zuge der Raabisation entstand auf einem Teil der Fluren die Familiantenkolonie Strerowitz. Ab 1789 gehörte das Dorf zur vereinigten Herrschaft Břesowitz. 1809 wurde die hölzerne Windmühle "Větřák" errichtet. Am 8. August 1825 wurde die Herrschaft Břesowitz an Klemens Wenzel Lothar von Metternich verkauft, der sie mit der seinem Sohn Viktor von Metternich-Winneburg (1803–1829) gehörigen Allodialherrschaft Kojetein verband und die Verwaltung und Gerichtsbarkeit vertraglich auf diese übertrug.
Im Jahre 1835 bestand das im Olmützer Kreis gelegene Dorf Piwin bzw. Piwjn aus 130 Häusern mit 690 mährischsprachigen Einwohnern. Haupterwerbsquelle bildete die Landwirtschaft. Unter herrschaftlichem Patronat standen die dem Kralitzer Dekanat zugeordnete Lokalie, die Kirche St. Georg sowie die Schule. Im Ort gab es ein Gasthaus, abseits stand eine Windmühle. Am Straßenkreuz westlich des Dorfes stand die Ausspanne Kandia. Piwin war Pfarr- und Schulort für Strerowitz, der Amtsort war Kojetein. Am 1. Dezember 1835 erbte Leontine Sándor de Szlavnicza, geborene Fürstin von Metternich, die Allodialherrschaft Kojetein mit dem Gut Witzomieritz. Bis zur Mitte des 19. Jahrhunderts blieb Piwin der Allodialherrschaft Břesowitz untertänig.
Nach der Aufhebung der Patrimonialherrschaften bildete Pivín / Piwin ab 1850 mit der Einöde Kania eine Gemeinde im Gerichtsbezirk Kojetein. In den Jahren 1857, 1864 und 1869 zerstörten Großbrände große Teile des Dorfes. Ab 1869 gehörte Pivín zum Bezirk Kremsier; zu dieser Zeit hatte das Dorf 638 Einwohner und bestand aus 136 Häusern. In dieser Zeit erfolgte der Bau der Mährisch-Schlesischen Nordbahn, am 1. Mai 1871 wurde die Strecke in Betrieb genommen. 1876 wurde die Gemeinde in den Bezirk Prerau umgegliedert. Der Bahnhof Pivín wurde 1888 eingeweiht; zunächst diente er nur dem Personenverkehr, ab 1893 auch der Güterabfertigung. 1898 erfolgte die Gründung der Freiwilligen Feuerwehr. Im Jahre 1900 lebten in Pivín 736 Personen; 1910 waren es 746. Die Brüder Rybařík errichteten 1910 am Dorfanger ein Dampfsägewerk. Zwischen 1910 und 1912 wurde die Straße nach Klenovice gebaut. Nach dem Ersten Weltkrieg zerfiel der Vielvölkerstaat Österreich-Ungarn, die Gemeinde wurde 1918 Teil der neu gebildeten Tschechoslowakischen Republik. Beim Zensus von 1921 lebten in den 172 Häusern von Pivín 823 Personen, davon 815 Tschechen. 1930 bestand Pivín aus 196 Häusern und hatte 915 Einwohner. In diesem Jahr begannen die Elektrifizierung des Dorfes und der Bau einer Kanalisation. Das Dampfsägewerk brannte 1932 ab, auf seinem Platz steht heute das Gemeindeamt. 
Von 1939 bis 1945 gehörte Pivín / Piwin zum Protektorat Böhmen und Mähren. 1941 musste die Windmühle den Mühlbetrieb einstellen. In den letzten Tagen des Zweiten Weltkrieges begannen am 27. April 1945 in der Gegend schwere Kämpfe zwischen der Wehrmacht und der Roten Armee. Einen Tag später wurde die Čelčicer Eisenbahnbrücke und am 30. April der Sendeturm des "Reichssenders Donau" auf der Předina bei Luftangriffen zerstört. Am 1. Mai kam es zwischen Čelčice und Klenovice zu einem Panzergefecht, bei dem die Windmühle zerschossen, einige Häuser von Pivín getroffen wurden und drei Personen starben. Bei den Kämpfen um die Skalka, wo die deutschen Truppen ihre Befestigungen errichtet hatten, unterstützte seit dem 8. Mai die 3. Artillerieeinheit der Svoboda-Armee die Rote Armee. Erst am 8. Mai, kurz vor Mitternacht, kapitulierte die Wehrmacht; bei dem Gefecht starben 400 Militärangehörige und Zivilisten. Die Ausspanne Kandia und das danebenliegende Wohnhaus waren zerstört und wurden nicht wieder aufgebaut. Anstelle des während des Krieges zerstörten hölzernen Bahnhofsgebäudes wurde ein Ziegelbau errichtet. 1948 wurde die Gemeinde dem neu gebildeten Okres Kojetín zugeordnet. Im Jahre 1950 hatte Pivín 807 Einwohner. Im Zuge der Gebietsreform von 1960 und der Aufhebung des Okres Kojetín kam die Gemeinde zum Okres Prostějov. In den 1980er Jahren erfolgte der Bau eines neuen Bahnhofsgebäudes. Seit 1998 führt Pivín ein Wappen und Banner. Beim Zensus von 2001 lebten in den 220 Häusern der Gemeinde 680 Personen.

## Sehenswürdigkeiten
- Kirche des hl. Georg, auf dem Dorfanger, erbaut 1712–1718 anstelle eines verfallenen Vorgängerbaus
- Kapelle der Jungfrau Maria, auf dem Dorfanger
- Pfarrhaus
- Schule, erbaut 1914
- Denkmal für die Gefallenen des Ersten Weltkrieges

## Söhne und Töchter der Gemeinde
- Ignát Vrba (1835–1890), katholischer Geistlicher und Politiker, Mitglied des Mährischen Landtages
- Václav Švéda (1921–1955), antikommunistischer Widerstandskämpfer (Gruppe Mašín)
- Bohumil Zavadil (* 1940), Sprachwissenschaftler